# Microsoft OneNote
O Microsoft OneNote é um programa de computador para o recolhimento de informação de forma livre e colaboração multiusuário. Ele recolhe as notas do usuário (manuscritas ou digitadas), desenhos, recortes de tela e comentários de áudio. As notas podem ser compartilhadas com outros usuários do OneNote através da internet ou por uma rede.
O OneNote está disponível como parte do Microsoft Office e do Windows 10. Ele também está disponível como uma aplicação autônoma para Microsoft Windows, macOS, Windows RT, Windows Phone, iOS e Android. Uma versão baseada na web do OneNote é fornecida como parte do OneDrive ou do Office Online e permite que os usuários editem notas através de navegadores web.

## Visão geral
No OneNote, usuários podem inserir texto através de um teclado, criar tabelas e inserir imagens. Entretanto, diferentemente de um processador de texto, os usuários podem escrever em qualquer lugar em uma janela de documento praticamente ilimitada, bastando clicar nela. Os usuários também não precisam salvar explicitamente o seu trabalho – o OneNote salva os dados automaticamente conforme o usuário trabalhe nele.Pode ser usado em trabalhos escolares, para facilitar a expressão dos alunos conforme sua facilidade de se expressar.
O OneNote salva informações em páginas organizadas em sessões dentro de blocos de anotações. A interface fornece uma versão eletrônica de um fichário, na qual o usuário pode fazer notas diretamente e reunir material de outros aplicativos. Os blocos de anotações coletam, organizam e compartilham materiais que possivelmente não foram polidos – como comparado aos processadores de texto e wikis, que usualmente têm o objetivo de publicação de alguma forma. A diferença mostrada em alguns recursos e características do OneNote:
- As páginas podem ser arbitrariamente grandes
- Imagens de bitmap podem ser inseridas sem perda de qualidade
- Não existe um esquema ou estrutura de página uniforme

Os usuários podem mover páginas entre as sessões e anotá-las com uma caneta stylus, processadores de texto ou ferramentas de desenho. Os usuários também podem adicionar recursos multimídia gravados a ligações para a web.
Enquanto o OneNote comumente roda em laptops ou desktops, recursos adicionais suportam tablets com o recurso de caneta ativado, em ambientes nos quais notas de caneta, áudio ou vídeo são mais apropriadas do que o uso intensivo de um teclado.
O OneNote integra recursos de busca e indexação através de um repositório de gráficos de forma livre e áudio. Ele pode buscar por imagens (como capturas de telas, documentos escaneados incorporados, fotografias) por conteúdo de texto embutido. Ele também busca por anotações de "tinta eletrônica", e procura foneticamente por gravações de áudio em um texto chave. Ele pode reproduzir áudio simultaneamente com notas tomadas durante a gravação.
Sua capacidade de multiusuário permite edições ao nível de parágrafo offline com posterior sincronização e mesclagem. Isso facilita a colaboração entre grupos de trabalho que nem sempre estão online. Mais de uma pessoa pode trabalhar na mesma página ao mesmo tempo – usando o OneNote como um ambiente de quadro branco compartilhado.
Em 17 de março de 2014, a Microsoft lançou a API do serviço da nuvem do OneNote que permite que desenvolvedores de aplicativos terceiros integrem o serviço em seus aplicativos. A API roda na nuvem da Microsoft disponibilizada em todo o mundo, e envia dados dos aplicativos para o OneDrive. Como o serviço salva os dados em um bloco de anotações do OneNote, ele também pode fazer coisas como rodar o reconhecimento ótico de caracteres em imagens e renderizar páginas da web como imagens instantâneas.
A Microsoft também anunciou alguns novos recursos no OneNote que usam a API do serviço:
- OneNote Clipper: É uma extensão de navegador que usa o serviço de API do OneNote e permite que os usuários salvem uma captura de tela do website junto com o link. Os textos das capturas de tela são feitos pesquisáveis usando o reconhecimento ótico de caracteres.[7]
- Enviar por Email para o OneNote: Permite que o usuário mande um e-mail para o endereço me@onenote.com com o seu endereço de e-mail especificado para ter os conteúdos do e-mail salvos no OneNote.[8]

## Formato do arquivo
Um bloco de anotações do OneNote é armazenado como uma pasta dos arquivos das "sessões" que têm a extensão .one. A Microsoft atualizou o formato do arquivo duas vezes depois dele ser introduzido no OneNote 2003 — primeiro no OneNote 2007, depois novamente no OneNote 2010. Arquivos do OneNote 2003 podem ser abertos tanto pelo OneNote 2007 como pelo OneNote 2010 no modo somente leitura e posteriormente atualizado para as versões posteriores do formato de arquivo. O OneNote 2010 pode ler e escrever formatos de arquivos do OneNote 2007. Ele também pode converter entre os formatos de 2010 e de 2007.
A Microsoft documentou o formato de arquivo do OneNote. Ele é um formato de arquivo aberto que permite o armazenamento de anexos como imagens, vídeos, etc. dentro de um arquivo binário.
O formato de arquivo do OneNote também é suportado pelo Outline - um aplicativos de anotações para iPad e Mac. O Outline pode abrir, editar e salvar blocos de notas no formato de arquivo do OneNote.

## Suporte de plataforma
O OneNote suporta a edição simultânea de documentos compartilhados do OneNote por múltiplos usuários quando o documento é salvo numa pasta compartilhada, no OneDrive ou no Dropbox. O OneNote suportou o Windows Live Mesh para armazenamento baseado na nuvem e sincronização de arquivos do OneNote. Clientes do OneNote, incluindo o aplicativo da web do OneNote no Office Online, podem visualizá-los e editá-los.
O OneNote também está disponível para dispositivos móveis. Uma versão móvel do OneNote foi incluída com o Office Hub no Windows Phone. Esta versão suporta blocos de anotações salvos localmente no dispositivo, ou sincronizados com uma cópia remota no OneDrive ou no SharePoint. Notas criadas pelo OneNote para Windows Phone 7 não podem ser abertas pelo OneNote 2007. O OneNote Mobile também é feito para o Windows Mobile Professional 6.1. O OneNote Mobile para os antigos smartphones Windows Mobile e pocket PCs é incuído com o OneNote 2007. O OneNote Mobile também está disponível no Symbian como parte do Microsoft Apps.
A Microsoft lançou um aplicativo separado do OneNote para iOS e Android, que são gratuitas para até 500 notas. Passando de 500 notas, uma atualização paga é necessária. Em 1 de julho de 2013, a Microsoft a versão 2 do seu aplicativo para iPad, contendo recursos atualizados significantes para corresponder mais de perto às disponíveis na plataforma Windows. Em 19 de agosto de 2014, a Microsoft lançou a versão para tablets Android que inclui suporte para manuscrito e uma navegação por toque amigável.
A versão do OneNote para a Windows Store (anteriormente conhecida como OneNote MX) está disponível para Windows 8 e RT, usando o OneDrive como lugar de armazenamento. Ele foi optimizado para uso em tablets por implementar um único menu de contexto radial e invocando apenas funcionalidade especifica de tablet do sistema operacional.
Em 17 de março de 2017, a Microsoft lançou o OneNote para Mac. Ele é compatível com o Mac OS X 10.9 ou versão superior e pode ser baixado gratuitamente através da Mac App Store. A Microsoft também fez da versão para desktop do OneNote 2013 ser disponibilizada gratuitamente. O OneNote para Windows e Mac eram baseados no modelo freemium. Recursos premium como suporte para o SharePoint, histórico de versão e integração com o Outlook eram anteriormente disponíveis apenas para clientes do Office 365 e do Office 2013, mas em 13 de fevereiro de 2015, a Microsoft removeu todas as restrições de recursos dos programas, fazendo com que programa se tornasse completamente gratuito para usar.

## Avaliações
Christopher Dawson avaliou o OneNote 2010, intitulando seu recurso favorito: "OneNote é o matador do Office 2010 na educação". Ele especulou que o aplicativo seria particularmente útil como uma ferramenta de anotações para os estudantes.

## Histórico de versões
Todas as datas de lançamento pertencem à disponibilidade geral. Liberação para a fabricação é geralmente dois ou três meses de antecedência.
| Lançamento de produto ou evento | Data de lançamento     |
| ------------------------------- | ---------------------- |
| Primeiro anúncio público        | 17 de novembro de 2002 |
| OneNote 2003                    | 19 de novembro de 2003 |
| OneNote 2007                    | 27 de janeiro de 2007  |
| OneNote 2010                    | 15 de julho de 2010    |
| OneNote 2013                    | 29 de janeiro de 2013  |
| OneNote 2016                    | 22 de setembro de 2015 |

## Leitura posterior
- Chris Pratley (30 de janeiro de 2004). «OneNote genesis». Chris Pratley's Office Labs and OneNote Blog (em inglês). Microsoft. Consultado em 9 de março de 2013. Arquivado do original em 18 de março de 2012